# Gyrocheilus patrobas
Gyrocheilus patrobas är en fjärilsart som beskrevs av William Chapman Hewitson 1862. Gyrocheilus patrobas ingår i släktet Gyrocheilus och familjen praktfjärilar. Inga underarter finns listade i Catalogue of Life.

## Bildgalleri

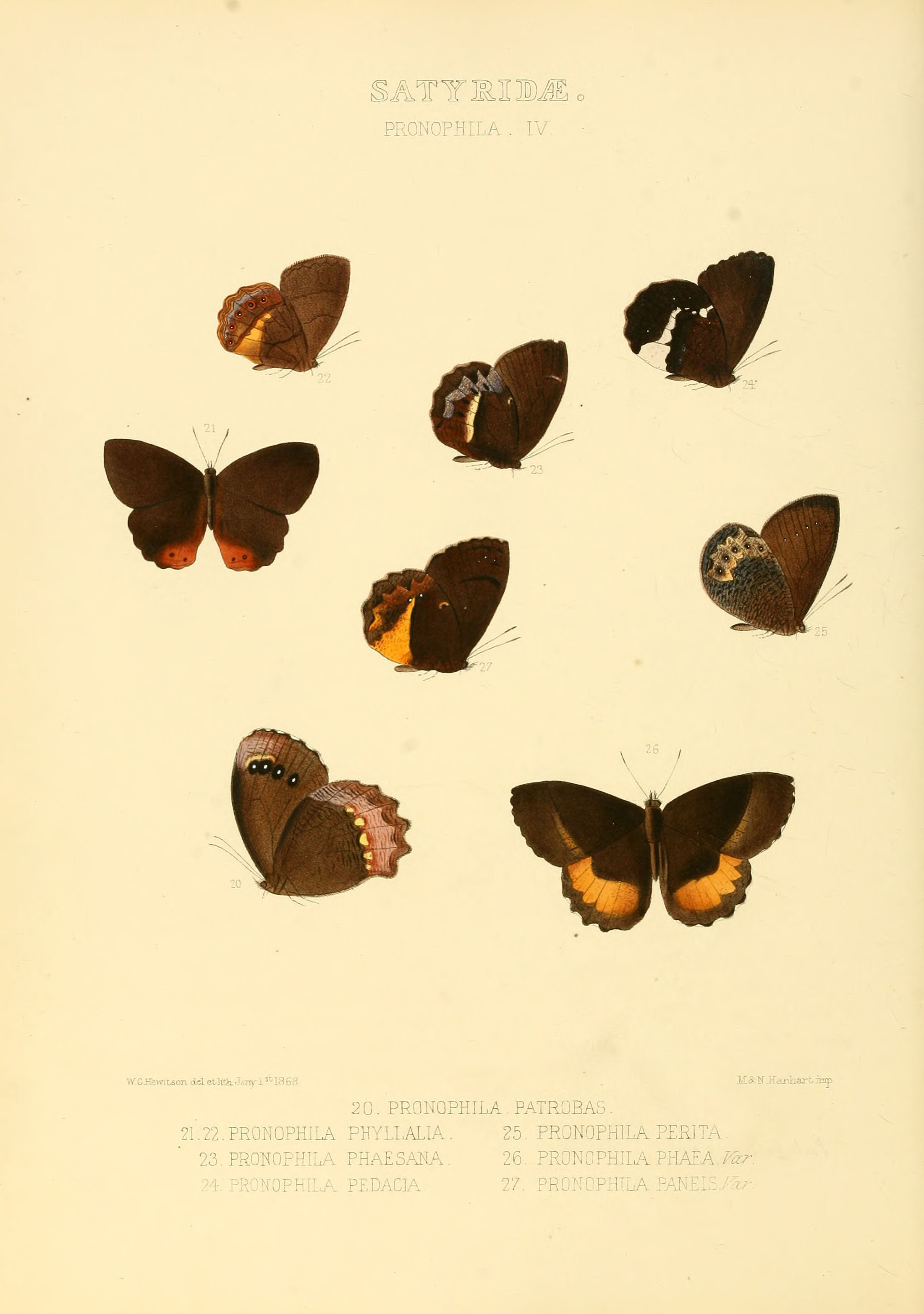
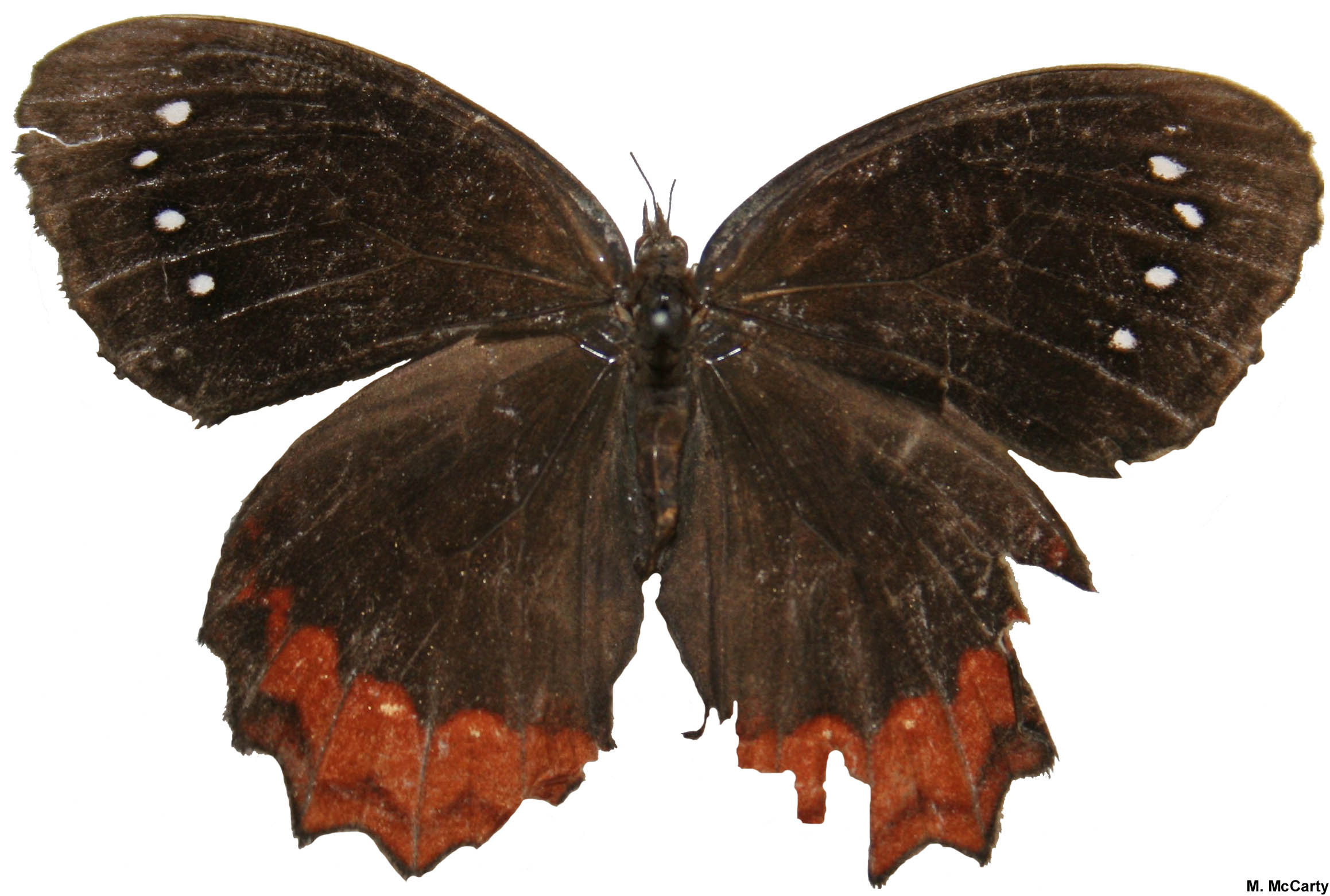